# Emirazizli
Emirazizli ist ein Dorf im Landkreis Honaz der türkischen Provinz Denizli. Emirazizli liegt etwa 16 km östlich der Provinzhauptstadt Denizli und 4 km westlich von Honaz. Emirazizli hatte laut der letzten Volkszählung 361 Einwohner (Stand Ende Dezember 2010).